# Hawa Eva Sylla
Pour les articles homonymes, voir Sylla (homonymie).
Hawa Eva Sylla, est une députée et femme politique guinéenne. Députée uninominale de Dubréka à l'assemblée nationale du 22 avril 2020 au 5 septembre 2021.

## Parcours politique
Députée uninominale de la commune de Dubréka de 2020 en 2021 de la dernier législation de mars 2020,. Elle est membre de la commission aménagement du territoire, des transports, energie et hydraulique de la 9eme législative de la république de Guinée,.